# Chalbi Desert
Chalbi Desert är en öken i Kenya.   Den ligger i länet Marsabit, i den centrala delen av landet, 500 km norr om huvudstaden Nairobi.